# Ellison Capers

Ellison Capers

Ellison Capers (* 14. Oktober 1837 in Charleston, South Carolina; † 22. April 1908 in Columbia, South Carolina) war ein Brigadegeneral der Konföderierten im Sezessionskrieg und später Bischof der Episkopalkirche.

## Leben
Capers wurde 1837 als vierter Sohn des Bischofs der Episkopalkirche, William Capers, und dessen Ehefrau Susan, geb. McGill, in Charleston geboren und wuchs auf der elterlichen Plantage auf. Als Jugendlicher ging er auf die Militärakademie The Citadel und schloss diese 1857 erfolgreich ab. Anschließend arbeitete er als Assistenz-Professor für Mathematik im Rang eines Second Lieutenant an der Akademie. 1859 heiratete er Charlotte Rebecca, die vierte Tochter von John Gendron und Catherine Cotourier Palmer, ebenfalls Plantagenbesitzer in South Carolina.
Bei Ausbruch des Bürgerkrieges wurde in Charleston das 1. Infanterieregiment aufgestellt, in das Capers eintrat und gleich zu Beginn zum Major befördert wurde. Nach einigen kleineren Einsätzen wurde sein Regiment dem Kommando von General Beauregard unterstellt, mit dem er am 12. und 13. April am Angriff auf Fort Sumter teilnahm, woraufhin er zum stellvertretenden Regimentskommandeur ernannt und sein Regiment ins Heer der Konföderierten übernommen wurde. Eingesetzt wurde es zunächst hauptsächlich zur Sicherung der Umgebung. Am 6. Mai 1863 verließ das Regiment South Carolina in Richtung Jackson, Mississippi; acht Tage später wurde Capers bei der Schlacht von Jackson verwundet. Nach seiner Genesung wurde er im August als Brigadekommandeur zur Unterstützung von General Bragg in Marsch gesetzt und kämpfte in der Schlacht am Chickamauga vom 19. und 20. September 1863, in der Capers erneut verwundet wurde.
Im Januar 1864 kehrte er wieder aktiv in das Kommando seiner Brigade zurück und übernahm im Juli desselben Jahres auch die Brigade von General Stevens, der am Peachtree Creek tödlich verwundet worden war. Anschließend nahm er bis September 1864 am Atlanta-Feldzug teil, danach an der Schlacht von Franklin am 30. November, in der Capers zum dritten Mal verwundet und General States Rights Gist getötet wurde. Am 1. März 1865 wurde Capers zum Brigadegeneral befördert und bekam auch das Kommando über Gists Brigade übertragen.
Nach dem Krieg übernahm er das Amt des Secretary of State von South Carolina, das er bis Dezember 1866 innehatte. 1867 wandte sich Capers, seinem Vater folgend, der Episkopalkirche zu, in deren Diensten er in den folgenden 27 Jahren als Rektor an verschiedenen Colleges tätig war. 1889 wurde ihm von der University of South Carolina der Doktortitel verliehen, und am 4. Mai 1893 wurde er zum Bischof der Episkopalkirche in South Carolina ordiniert. Das Bischofsamt übte er bis zu seinem Tod aus und amtierte ab 1904 auch als Kanzler der kircheneigenen Universität Sewanee im Bundesstaat Tennessee. Ellison Capers wurde auf dem Kirchengelände der Trinity Episcopal Church in Columbia beigesetzt.